# Creysse (Lot)
 Creysse  es una comuna y población de Francia, en la región de Mediodía-Pirineos, departamento de Lot, en el distrito de Gourdon y cantón de Martel.
Su población en el censo de 1999 era de 257 habitantes.
Está integrada en la Communauté de communes du Canton de Martel .

## Demografía
| 304 | 264 | 234 | 248 | 227 | 257 |
| Para los censos de 1962 a 1999 la población legal corresponde a la población sin duplicidades (Fuente: INSEE [Consultar]) |     |     |     |     |     |